# Polillo (ville)
Pour les articles homonymes, voir Polillo.
Polillo est une municipalité de la province de Quezon, aux Philippines.